# Герардов, Николай Николаевич
Николай Николаевич Герардов (1873—1919) — российский график, иллюстратор, мастер литографии и офорта

## Биография
Родился 27 августа 1873 года в Одессе
В 1888—1893 годах обучался в Одесской рисовальной школе. В 1893—1900 годах учился в Высшем художественном училище живописи, скульптуры и архитектуры при Императорской Академии художеств, сперва на живописном отделении, а с 1897 обучался техникам гравюры в мастерской Василия Матэ.
После обучения проживал и работал в Петербурге. С 1898 года Герардов начал участвовать в выставках.
В 1909—1910 художник преподавал в Рисовальной школе Императорского общества поощрения художеств.
Произведения Герардова выполнялись в основном в технике офорта и представляли собой репродукционную и авторскую станковую гравюру. Работал над иллюстрациями для книг и журналов, а также в прикладной графике. Иллюстрировал коллективный роман «Три буквы» на страницах «Синего журнала» (1911).
Автором были созданы театральные плакаты для петербургских журналов «Маски», «Зритель», «Фонарь», иллюстрации для газеты «Русь». Для «Повестей» Николая Гоголя Герардов создал цикл иллюстраций.
Умер 7 марта 1919 года в Петрограде.
Работы художника хранятся в музейных и частных собраниях, среди которых Государственный Русский музей, Государственный музей изобразительных искусств имени А. С. Пушкина.